# Mary (album)
Mary to czwarty studyjny album amerykańskiej wokalistki Mary J. Blige, wydany w 1999. Album zdobył 3 nagrody Grammy w kategoriach: Best R&B Vocal Performance – Female ("All That I Can Say"), Best R&B Vocal Performance by a Duo or Group ("Don't Waste Your Time") i Best R&B Album.

## Lista utworów
1. "All That I Can Say" (feat. Lauryn Hill) – 3:57
2. "Sexy" (feat. Jadakiss) – 4:47
3. "Deep Inside" (feat. Elton John) – 4:20
4. "Beautiful Ones" – 4:44
5. "I'm In Love" – 4:50
6. "Time" – 5:07
7. "Memories" – 4:38
8. "Don't Waste Your Time" (feat. Aretha Franklin) – 4:10
9. "Not Lookin'" (feat. K-Ci Hailey) – 4:49
10. "Your Child" – 4:40
11. "No Happy Holidays" – 4:45
12. "The Love I Never Had" – 5:45
13. "Give Me You" (feat. Eric Clapton) – 5:03
14. "Let No Man Put Asunder" – 4:28

Utwór "As" pojawił się na europejskim i australijskim wydaniu płyty jako 6 ścieżka, pomiędzy utworami "I'm In Love" a "Time".

## Twórcy
- Mary J. Blige – producent, śpiew
- Kirk Burrowes – producent
- LaTonya Blige-DaCosta – producent
- Hank Shocklee – producent
- Ivy Skoff – koordynator projektu

Producenci
- Mary J. Blige
- Babyface
- Kevin Deane
- Soulshock
- Chucky Thompson
- Malik Pendleton
- Floyd Howard
- Manuel Seal, Jr.
- Lauryn Hill
- Jimmy Jam
- Terry Lewis
- Kiyamma Griffin
- Rich Harrison
- Big Mike Clemons
- Karlin
- Ike Lee III
- Moise Laporte
- Gerald Isaac

Mixowanie
- Angela Piva
- Jon Gass
- Commissioner Gordon
- Edwin "Eddie Ed" Ramos
- Yuri Zwadluk
- Manny Marroquin
- Warren Riker
- Ben Garrison
- Larry Alexander
- Prince Charles Alexander
- Malik Pendleton
- Jamie Siegel
- Steve Hodge
- Soulshock
- E'lyk – pomocniczy

Programowanie
- Kobie Brown
- Moise Laporte
- Gerald Isaac

Śpiew
- Aretha Franklin – Śpiew
- Cedric "K-Ci" Hailey – Śpiew
- George Michael – Śpiew
- Jadakiss – Rap
- DMX – Rap
- Nas – Rap
- Funkmaster Fex – Rap
- Dustin Adams – wokal wspierający
- Terri Robinson – wokal wspierający
- Audrey Wheeler – wokal wspierający
- Cindy Mizelle – wokal wspierający
- Sharon Bryant – wokal wspierający
- Paulette McWilliams – wokal wspierający
- Lauryn Hill – wokal wspierający
- Elizabeth Withers – wokal wspierający
- Tara Geter Tillman – wokal wspierający
- Karlin – wokal wspierający

Instrumenty
- Chuck Berghofer – gitara basowa
- Nathan East – gitara basowa
- Eric Lorde – gitara basowa
- Paul Johnson – gitara basowa
- Tom Barney – gitara basowa
- Chuck Domonico – gitara basowa
- Larry Corbett – wiolonczela
- Dane Little – wiolonczela
- David Low – wiolonczela, altówka
- Big Mike Clemons – perkusja
- Michael Clemons – perkusja
- Chris 'Daddy' Dave – perkusja
- Che Pope – automat perkusyjny
- Babyface – automat perkusyjny, keyboard, gitara
- Moise Laporte – keyboard
- Gary Grant – skrzydłówka, trąbka
- Dave Trigg – skrzydłówka, trąbka
- Jeff Mironov – gitara
- Paul Pesco – gitara
- Ell Lishinski – gitara
- Eric Clapton – gitara
- Mike Scott – gitara
- Soong Lee – gitara
- Randy Waldman – aranżacja sekcji dętej i blaszanej
- Paul Riser – aranżacja sekcji dętej i blaszanej
- Loris Holland – keyboard
- Rex Rideout – keyboard
- Jimmy Jam – multiinstrumentalista
- Terry Lewis – multiinstrumentalista
- Rich Harrison – multiinstrumentalista
- Kiyamma Griffin – multiinstrumentalista
- Karlin – multiinstrumentalista
- Chucky Thompson – multiinstrumentalista
- Kevin Deane – multiinstrumentalista
- Soulshock – multiinstrumentalista
- Elton John – pianino
- Manuel Seal, Jr. – pianino, keyboard
- Gen Rubin – organy, Wurlitzer
- Reverend Dave Boruff – saksofon
- Slyde Hyde – puzon
- Bruce Otto – puzon
- Evan Wilson – altówka
- Simon Oswell – altówka
- Brian Dembow – altówka
- Alan Grunfeld – skrzypce
- Bob Sanov – skrzypce
- Bruce Dukov – skrzypce
- Berj Garabedian – skrzypce
- Endre Granat – skrzypce
- Kathleen Lenski – skrzypce
- Joel Derouin – skrzypce
- Anatoly Rosinsky – skrzypce
- Darius Campo – skrzypce
- Ron Folsom – skrzypce
- Roger Wilkie – skrzypce
- Armen Garabedian – skrzypce

Aranżacja
- Gerald Isaac
- Lauryn Hill
- Jimmy Jam
- Karlin
- Soulshock
- Paul Riser
- Ike Lee III
- Jim Wright
- Terry Lewis

Dźwiękowcy
- Michael "Wolf" Reaves
- David Kennedy
- Al Schmidt
- Steve Eigner
- Jim Carusoee
- Tony Prendatt
- Yuri Zwadluk
- Angela Piva
- Jason Goldstein
- Manny Marroquin
- Charles "Prince Charles" Alexander
- Ell Lishinski
- Ken Lewis
- Steve Hodge
- George Karras
- Carl Robinson
- Paul Boutin
- Jamie Siegel – pomocniczy
- Mike Tocci – pomocniczy
- Andy Salas – pomocniczy
- Steve Mazur – pomocniczy
- Dave Dar – pomocniczy
- Geoff Allen – pomocniczy
- Michael McCoy – pomocniczy
- Alex DeJonge – pomocniczy
- Alex Sok – pomocniczy
- Xavier Smith – pomocniczy

## Single
- As – wyd. luty 1999
- All That I Can Say – wyd. sierpień 1999
- Deep Inside – wyd. październik 1999
- Your Child – wyd. marzec 2000
- Give Me You – wyd. czerwiec 2000